# Amiral Vinogradov (destroyer)
L'Amiral Vinogradov est un destroyer de la classe Oudaloï en service dans la marine russe, nommé d'après l'amiral Nikolaï Ignatevitch Vinogradov.

## Histoire

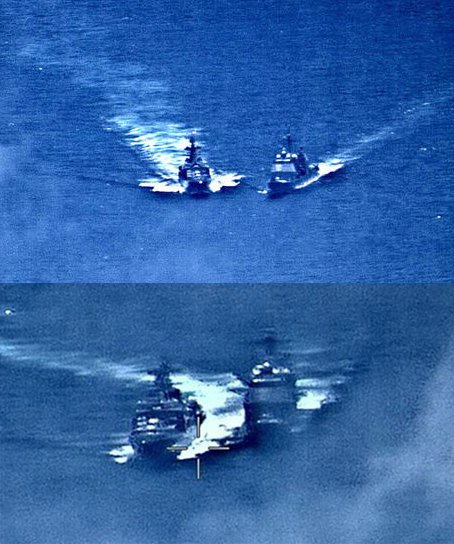
LAmiral Vinogradov (à gauche) et l'USS Chancellorsville se sont évités de justesse en 2019.

L'Amiral Vinogradov est mis sur cale en février 1986, lancé en juin 1987 et mis en service dans la flotte du Pacifique le 30 décembre 1988. En août 1990, il est l'un des trois navires de guerre soviétiques à visiter San Diego, en Californie. Après la chute du régime soviétique en 1991, le destroyer rejoint la nouvelle marine russe.
L'Amiral Vinogradov est déployé dans le golfe Persique aux côtés de navires britanniques et de l'OTAN pour appliquer les résolutions des Nations Unies (ONU) sur l'Irak en septembre 1992 avec le pétrolier russe Boris Butoma.
Le 17 novembre 2010, le navire quitte Vladivostok pour le golfe d'Aden afin de participer à la mission anti-piraterie de l'ONU dans la corne de l'Afrique. Le navire est repéré en train de suivre plusieurs navires de la marine américaine lors de l'exercice naval RIMPAC 2016 près d'Hawaï. En septembre 2016, le destroyer participe à l'exercice conjoint russo-chinois en mer de Chine méridionale.
Le 7 juin 2019, l'Amiral Vinogradov évite de justesse une collision avec l'USS Chancellorsville. Chaque camp blâme l'autre pour ce quasi-accident. Des sources russes déclare que l'incident s'est produit dans le sud-est de la mer de Chine orientale tandis que des sources américaines désignent l'emplacement comme étant dans la mer des Philippines. Selon la marine russe, le navire américain a effectué une manœuvre dangereuse, obligeant l'Amiral Vinogradov à changer de cap afin d'éviter une collision. Elle affirma avoir envoyé une protestation à la marine américaine. Cependant, selon le capitaine à la retraite de la marine américaine Carl Schuster, le sillage du navire russe montre qu'il « n'a respecté ni le code de la route ni l'accord sur les incidents en mer ». Le porte-parole de la septième flotte des États-Unis, le commandant Clayton Doss, déclare que le destroyer russe s'est approché de 15 à 30 mètres de l'USS Chancellorsville, « mettant en danger la sécurité de son équipage et de son navire ».
À partir de 2020, l'Amiral Vinogradov entre en radoub pour recevoir des modifications similaires à son navire jumeau Marechal Chapochnikov et devrait reprendre du service en 2024-2025,.